# Washington Examiner
Le Washington Examiner est un site et un magazine de journalisme politique américain basé à Washington, D.C.
De sa fondation en 2005 à 2013, l'Examiner est publié quotidiennement au format tabloïd et distribué dans l'agglomération de Washington. Le journal se concentre alors sur l'actualité locale et politique. Sa publication s'arrête le 14 juin 2013. Le Washington Examiner devient alors un magazine hebdomadaire ne traitant que de la politique nationale.
L'Examiner est réputé pour sa ligne éditoriale conservatrice.

## Histoire

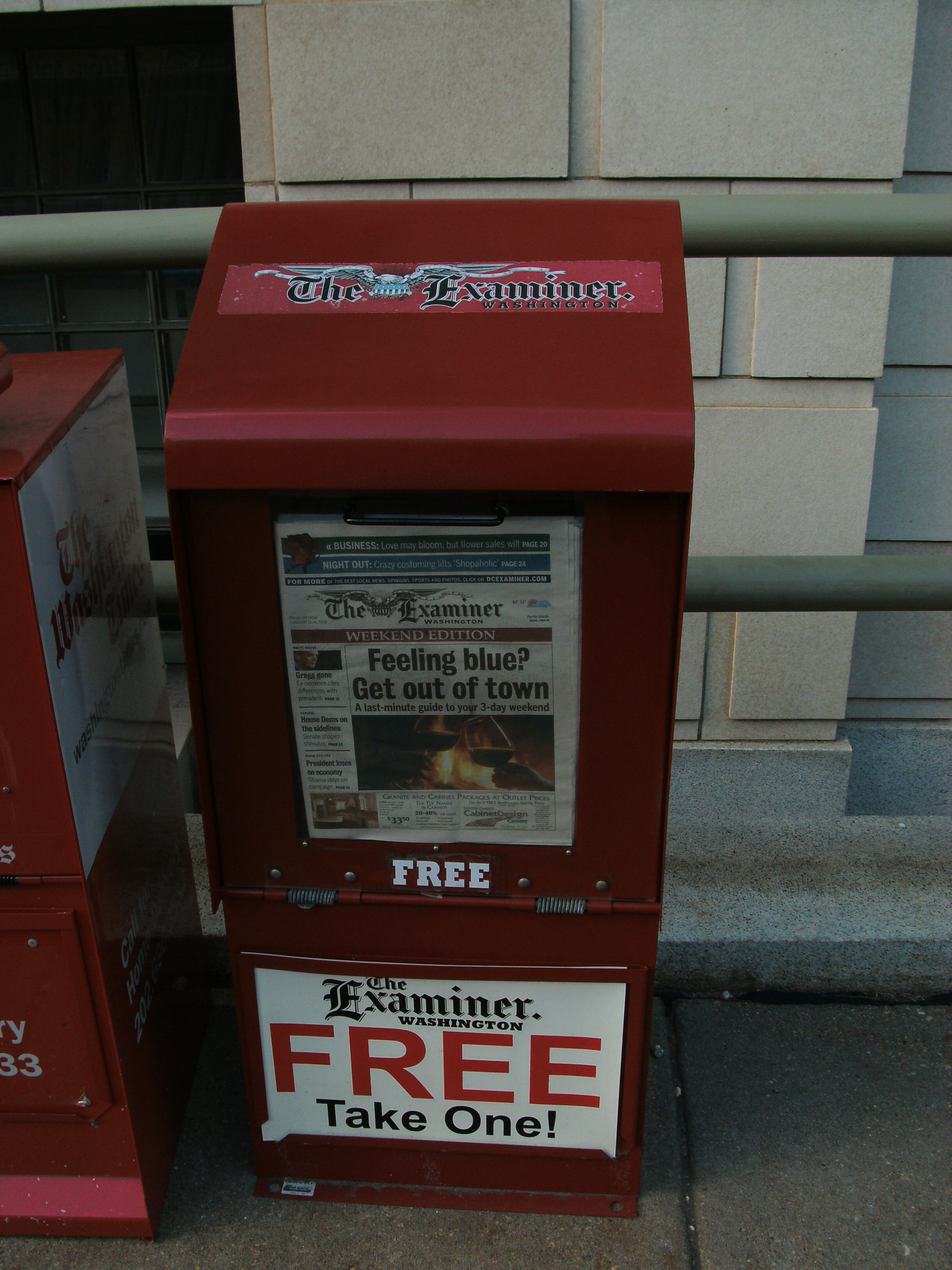
Un distributeur du Washington Examiner, en 2009.

En octobre 2004, Philip Anschutz achète Journal Newspapers Inc.,,. La société regroupe alors plusieurs journaux de la banlieue de Washington : Montgomery Journal, Prince George's Journal et Northern Virginia Journal. Le 1er février 2005, la publication devient le Washington Examiner et adopte un logo et un format proche du San Francisco Examiner, également une propriété d'Anschutz.
Le Washington Examiner devient de plus en plus influent dans les cercles conservateurs de la capitale, attirant plusieurs auteurs du Washington Times. En mars 2013, le site DCist estime que « malgré le penchant droitier de sa ligne éditoriale et ses titres sensationnalistes, [le journal] s'est aussi construit la réputation d'avoir l'une des meilleurs sections locales de D.C. ». Sa section Most Wanted permet d'ailleurs d'arrêter plusieurs dizaines de fugitifs.
En mars 2013, la direction du Washington Examiner annonce la cessation de la diffusion papier quotidienne à partir du mois de juin. Le journal se recentre sur la politique nationale dans un magazine papier et poursuit ses publications sur son site internet. Son nouveau format est comparé à celui de The Hill,. En décembre 2018, Clarity Media annonce que le magazine va devenir disponible au niveau national.

## Distribution et lecteurs
Lors de sa transformation en magazine en 2013, l'objectif est de diffuser au moins 45 000 exemplaires au gouvernement, aux cabinets d'affaires publiques, aux universitaires et aux personnalités politiques.
Son éditeur estime alors que son lectorat est davantage engagé en politique, étant plus enclin à signer une pétition, contacter une personnalité politique ou participer à un meeting ou une association, en comparaison avec les lecteurs de Roll Call, Politico ou The Hill. Les lecteurs du Washington Examiner sont relativement éduqués, 26 % disposant au moins d'un master, et aisés, travaillant souvent dans des équipes de direction.

## Ligne éditoriale
Le Washington Examiner est largement reconnu comme un magazine à la ligne éditoriale conservatrice. Lorsque Anschutz achète le journal, il envisage d'en faire un concurrent conservateur du Washington Post. Politico rapporte que, « en ce qui concerne l'éditorial, les instructions d'Anschutz sont claires ; il « ne voulait rien d'autre que des colonnes conservatrices et des éditorialistes conservateurs » selon un ancien employé ».
Le journal soutient John McCain et Sarah Palin lors de l'élection présidentielle américaine de 2008. Il se range derrière Mitt Romney dès les primaires de 2012, estimant qu'il est le seul à pouvoir battre Barack Obama lors de l'élection générale.
Sous la présidence de Donald Trump, le magazine est critiqué pour diffuser des informations peu fiables sur l'immigration et des prières musulmanes à la frontière mexicaine,. Au printemps 2019, le conseiller du président Stephen Miller encourage l'Examiner à publier des informations alarmistes sur le sujet pour faire pencher le président en faveur de positions plus dures sur l'immigration contre l'avis de la secrétaire à la Sécurité intérieure Kirstjen Nielsen.